# Goniobranchus leopardus

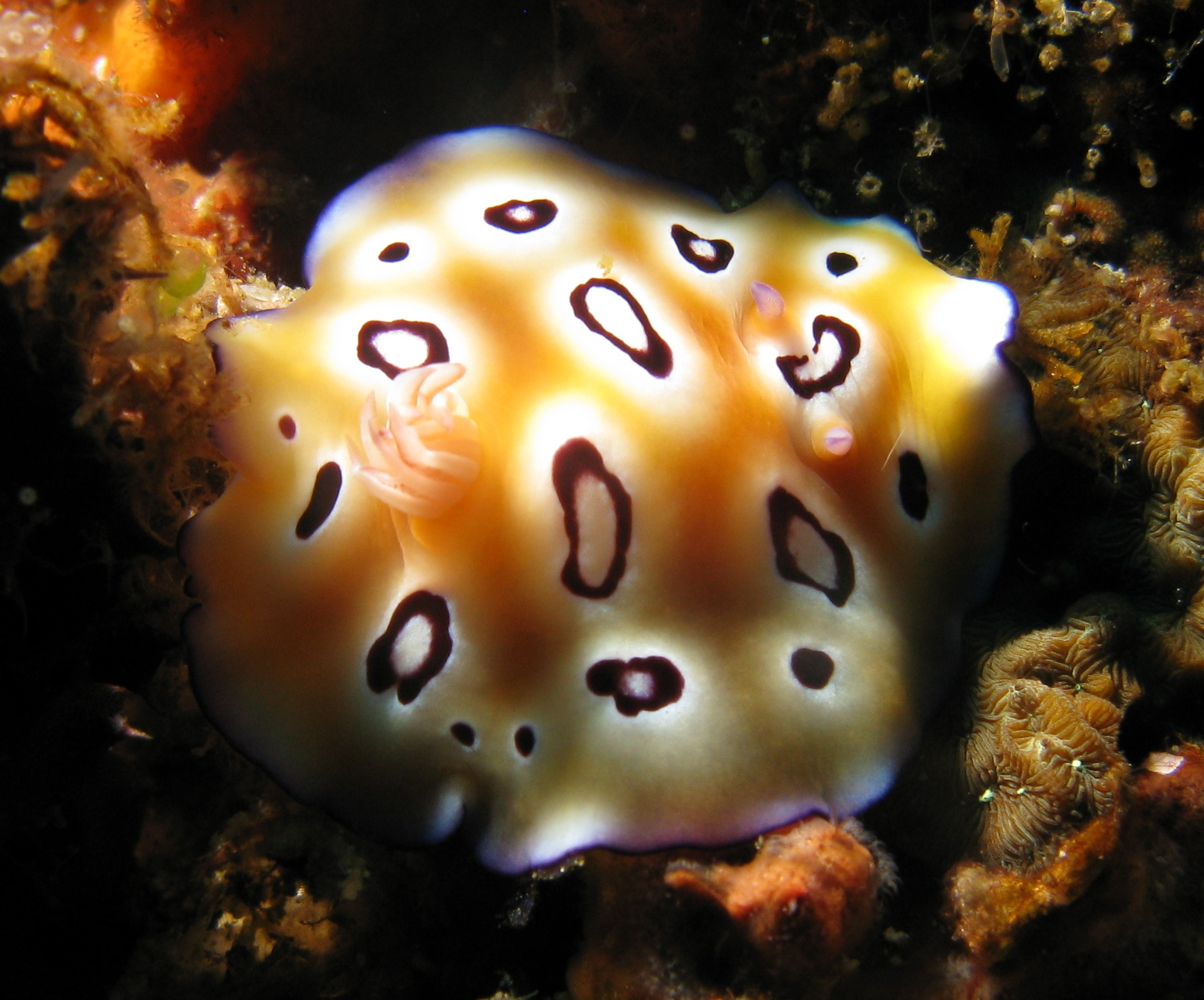
Goniobranchus leopardus, Indonesia

Goniobranchus leopardus es una especie de molusco nudibranquio de la familia Chromodorididae.

## Morfología
El manto dorsal, de forma más o menos ovalada, es de color blanco, con un patrón reticulado de color marrón sobre el que presenta manchas irregulares, parecidas a las del leopardo terrestre y en color púrpura oscuro. Alrededor y dentro de estas manchas, el color marrón desaparece, siendo blanco. El manto está bordeado por una fina línea púrpura en el margen, que recorre su perímetro. 
Para investigar el medio utilizan dos tentáculos situados en la cabeza, llamados rinoforos, y otros dos tentáculos, situados cerca de la boca, que les sirven para oler, detectar estímulos químicos y tocar. Carecen de órgano de la vista propiamente dicho, en su lugar tienen una pequeña esfera dentro del cuerpo situada detrás y en el centro de los rinoforos, que le sirve para detectar luz o sombras. En la parte posterior del dorso, tiene unos apéndices de apariencia plumosa que son las branquias que utiliza para respirar. En el centro de las branquias se sitúa la papilla anal. Todos estos apéndices son de color blanco o crema.
Sus vívidos colores, como en otras especies animales, son un aviso al resto de habitantes del arrecife sobre la toxicidad y/o sabor desagradable de su dermis, convirtiéndose en una estrategia de defensa, o aposematismo. Las responsables de esos efectos son unas glándulas situadas en el perímetro del manto, que obtienen las sustancias causantes de las esponjas con las que se alimenta el animal.
Son lentos de movimiento y cuando son tocados por un predador, se encogen y esconden los rinoforos.
Alcanza los 6 cm de longitud.
Su apariencia es similar a otras especies de nudibranquios como Hypselodoris tryoni, Goniobranchus kuniei o Goniobranchus geminus.

## Alimentación
Es carnívoro y come principalmente esponjas. Particularmente de la especie Chelonaplysilla violacea.

## Reproducción
Como todos los opistobránquios, son hermafroditas y producen tanto huevos como esperma. Las masas de huevos las depositan en espirales, los huevos son de color naranja y cada cápsula contiene dos embriones. El estado embrionario dura 14 días.
El conducto genital, y la prominente abertura genital, están situados cerca de la cabeza, en el lado derecho del cuerpo. Tras la fertilización producen larvas planctónicas, que cuentan con una concha para protegerse durante la fase larval, y que, al evolucionar a su forma definitiva la pierden. La larva deambula por la columna de agua hasta que encuentra una fuente de comida, normalmente esponjas, entonces se adhiere y evoluciona al animal adulto.

## Hábitat y distribución
Se distribuye en el Pacífico oeste tropical, en el sur de Japón, Filipinas y Australia.
Asociados a arrecifes, son bénticos y diurnos. Se localizan desde los 5 hasta los 40 m de profundidad.